# 相思河站
相思河站，位于中华人民共和国贵州省贵阳市乌当区羊昌镇，是贵开城际铁路上的火车站，于2015年5月1日启用，由中国铁路成都局集团贵阳车务段管辖。

## 歷史
- 于2015年5月1日启用。

## 外部連結
- 中国铁路客户服务中心 （页面存档备份，存于）